# Ampulicídeos
Os Ampulicídeos (Ampulicidae) é uma família de vespas da superfamília Apoidea, da ordem de insetos Hymenoptera. Trata-se de um caso emblemático das inconsistências e instabilidades taxonômicas dentre diferentes fontes a autoridades, dado que, para muitos, esta família surge classificada como uma subfamília (isto é, como Ampulicinae) dentro da família de vespas mais próxima, Sphecidae. Atualmente, é considerada como uma linhagem irmã da família de vespas Heterogynaidae, o que sustentaria mais seu status taxonômico como uma família separada.

## Morfologia
Enquanto adultas, estas vespas apresentam uma constrição do pronoto que forma como que um "pescoço" atrás da cabeça, fortemente prognata. As mandíbulas são normalmente bem longas, e em forma de foice. Costumam apresentar cores chamativas, de tons metálicos, com tons de azul, verde, laranja, ou avermelhado.
As antenas destas vespas são recurvadas, partindo bem da base da fronte, perto das mandíbulas. O protórax costuma ser ornamentado, com uma aba prominente perto da base da cabeça. O propódeo é também alongado, variando em formato de um U até quase triangular. As tíbias medianas apresentam dois esporões apicais, e suas unhas apresentam um dente interno. Nas asas anteriores, a célula marginal apresentam um formato peculiar, alongado, havendo também duas ou três células submarginais e duas veias recorrentes. O abdome é sessil, sendo o pecíolo formado pelo sternum e o tergum.

## Biologia
Todas vespas Ampulicidae conhecidas são parasitoides que se desenvolvem sobre baratas como hospedeiras. As fêmeas de algumas espécies escavam um ninho antes de caçar, e outras usam uma cavidade preexistente para abrigar sua presa, que é uma característica considerada importante para estudar as relações filogenéticas entre as diferentes linhagens. Em algumas espécies, os machos podem apresentar um comportamento territorialista de defender o ninho de outras fêmeas e predadores, o que poderia ser um primórdio de socialidade.
As fêmeas localizam uma barata e aplicam-lhe uma ferroada com seu longo ferrão por baixo do corpo, que penetra o gânglio cerebral. As presas baratas ficam parcialmente imobilizadas pelo veneno injetado pela vespa fêmea, de forma que pode ser manipulada e não vão resistir à postura de um ou dois ovos. As larvas que nascem alimentam-se externamente ao hospedeiro até crescerem o suficiente para rasgarem uma entrada e começarem a alimentar-se das entranhas. Por fim, tendo penetrado na barata hospedeira, esta já morta, empupam no interior deste inseto em um casulo resistente, emergindo depois de cerca de um mês como uma nova vespa adulta. A biologia é melhor estudada em Ampulex compressa, que caça baratas de grande porte, principalmente Periplaneta americana. Esta vespa alimenta-se da hemolinfa dos hospedeiros, e no caso de encontrar uma barata de maior porte, pode optar por botar dois ovos que resultarão em vespas macho, indicando uma capacidade inata de controlar o sexo da prole em resposta a condições ambientais.
Curiosamente, as vespas podem encontrar dificuldades de subjugar seus hospedeiros, uma vez que as baratas resistem rapidamente ao ataque, ocasionalmente atingindo as vespas com as pernas e mandíbulas.

## Diversidade e Biogeografia
São atualmente reconhecidos 6 gêneros dentro da família, subdivididos por duas subfamílias e três tribos:
- Ampucinae, Ampulicini: Ampulex – 132 espécies, de distribuição mundial, Trirogma – 7 espécies, de distribuição asiática.
- Dolichurinae: Aphelotomini: Aphelotoma – 8 espécies da Austrália, Riekefella – uma espécie australiana; e Dolichurini: Dolichurus – 50 espécies, de distribuição mundial, Paradolichurus – 4 espécies, do Novo Mundo. 
1. ↑  Ohl, Michael; Spahn, Philipp (5 de janeiro de 2010). «A cladistic analysis of the cockroach wasps based on morphological data (Hymenoptera: Ampulicidae)». Cladistics (1): 49–61. ISSN 0748-3007. doi:10.1111/j.1096-0031.2009.00275.x. Consultado em 25 de janeiro de 2025
2. ↑  «Extraordinary Animals: An Encyclopedia of Curious and Unusual Animals». Reference Reviews (4): 36–37. 2 de maio de 2008. ISSN 0950-4125. doi:10.1108/09504120810872229. Consultado em 25 de janeiro de 2025
3. ↑  Fox, Eduardo Gonçalves Paterson; Buys, Sandor Cristiano; Mallet, Jace-Nir Reis Dos Santos; Bressan-Nascimento, Suzete (3 de agosto de 2006). «On the morphology of the juvenile stages of Ampulex compressa (Fabricius 1781) (Hymenoptera, Ampulicidae)». Zootaxa (em inglês) (1): 43–51. ISSN 1175-5334. doi:10.11646/zootaxa.1279.1.2. Consultado em 25 de janeiro de 2025
4. ↑  Paterson Fox, Eduardo Gonçalves; Bressan-Nascimento, Suzete; Eizemberg, Roberto (setembro de 2009). «Notes on the Biology and Behaviour of the Jewel Wasp,Ampulex compressa(Fabricius, 1781) (Hymenoptera; Ampulicidae), in the Laboratory, Including First Record of Gregarious Reproduction». Entomological News (4): 430–437. ISSN 0013-872X. doi:10.3157/021.120.0412. Consultado em 25 de janeiro de 2025
5. ↑  Ohl, Michael (outubro de 2004). «The First Fossil Representative of the Wasp Genus Dolichurus, with a Review of Fossil Ampulicidae (Hymenoptera: Apoidea)». Journal of the Kansas Entomological Society (4): 332–342. ISSN 0022-8567. doi:10.2317/e12.1. Consultado em 25 de janeiro de 2025
6. ↑  Pires, E. M.; Campos, A. K.; Pereira, M. R.; Nogueira, R. M.; Campos, L. a. O.; Moreira, P. S. A.; Soares, M. A. (agosto de 2014). «First report of "jewel wasp" Ampulex compressa (Fabricius, 1781) (Hymenoptera: Ampulicidae) in the Amazon Biome of Brazil». Brazilian Journal of Biology (em inglês): S233–S234. ISSN 1519-6984. doi:10.1590/1519-6984.05913. Consultado em 25 de janeiro de 2025
7. ↑  Graf, Stefan; Willsch, Maraike; Ohl, Michael (5 de janeiro de 2021). «Comparative morphology of the musculature of the sting apparatus in Ampulex compressa (Hymenoptera, Ampulicidae) and Sceliphron destillatorium (Hymenoptera, Sphecidae)». Deutsche Entomologische Zeitschrift (1): 21–32. ISSN 1860-1324. doi:10.3897/dez.68.58217. Consultado em 25 de janeiro de 2025
8. ↑  JAHANTIGH, FATEMEH; RAKHSHANI, EHSAN; MOKHTARI, AZIZOLLAH; RAMROODI, SARA (21 de agosto de 2017). «Catalogue of Ampulicidae, Crabronidae and Sphecidae of Iran (Hymenoptera, Apoidea)». Zootaxa (1). ISSN 1175-5334. doi:10.11646/zootaxa.4307.1.1. Consultado em 25 de janeiro de 2025